# ペラゲーヤ・シャイン
ペラゲーヤ・フェドロヴナ・シャイン（Pelageya Fedorovna Shajn、ロシア語：Пелагея Фёдоровна Шайн、1894年-1956年8月27日）は、ソビエト連邦、ロシアの天文学者である。近代英語では、彼女の姓はShaynとなるが、天文学においてはP. F. Shajnと記載されている。また時に姓はSchajn、名はPelagejaとも書かれる。夫のグリゴーリ・シャインも天文学者である。旧姓はサンニコヴァ (Санникова)である。
彼女は周期彗星61P/シャイン・シャルダハ彗星を共同発見した。ただし、非周期彗星のシャイン・コマスソラ彗星 (C/1925 F1) は彼女ではなく夫の発見である。19個の小惑星と150個の変光星も発見している。
彼女が1935年に発見した小惑星シャイナは、夫の名前にちなんで命名した。